# Vivo V19
VIVO V19是一部智能手機，發佈於2020年3月3日。Vivo V19有四個摄像头，手機前后均采用大猩猩玻璃，Vivo V19 Neo是Vivo V19的低端版本。

## 售價
vivo V19在马来西亚市场价格為RM1699。